# Bchira Ben Mrad
Bchira Ben Mrad (بشيرة بن مراد; 1993–1913) fue una activista tunecina de los derechos de las mujeres. Fundó y presidió la Unión Musulmana de Mujeres Tunecinas (UMFT) de 1936 a 1956. 

## Biografía
Nació en una antigua familia tunecina de eruditos religiosos (ulama), originalmente otomana, que se remonta a Khodja Ali Al Hanafi, un imán y militar otomano del ejército que fue a Túnez para la batalla llevada a cabo en 1574 en La Goulette contra el ejército. de Carlos V.
Bchira Ben Mrad era hija de Sheikh El Islam, Mohamed Salah Ben Mrad, y la nieta de un mufti de Túnez, Hmida Ben Mrad. Sallouha, su madre, es la hija de otro jeque El Islam, Mahmoud Belkhodja. 
Su padre dio a ella y a sus hermanas una educación tradicional y tutoría en el hogar provista por un amigo de la familia, el Sheikh Manachou. Se casó con Ahmed Zahar. 

## Activismo
Después de escuchar una discusión entre los líderes nacionalistas sobre la grave situación del país, a la que asistió Mahmoud El Materi, Bchira Ben Mrad tuvo la idea de crear un entorno de trabajo para que las mujeres participen activamente en el movimiento nacional.
En 1936, Ali Belhouane y otros activistas organizaron sin éxito una feria para recaudar fondos para estudiantes del norte de África establecidos en Francia. Ben Mrad decidió entonces organizarse con mujeres. Obtuvo el acuerdo de los líderes nacionalistas Belhouane y Mongi Slim, inicialmente escéptica, y creó un comité organizador de Naima Ben Salah, Tewhida Ben Sheikh (la primera mujer médica en Túnez), las chicas Hajjaji (cuyo padre era un ministro), Hassiba Ghileb (nieta de Cheikh El Medina Sadok Ghileb) y Nabiha Ben Miled (esposa de Ahmed Ben Miled): lograron reunir a 9000 personas en Dar El Fourati, se mantuvieron como comerciantes de familias burguesas y recaudaron una cantidad significativa de dinero entregado a líderes nacionalistas. Una semana después, en mayo de 1936, fundó la UMFT, constituyendo la primera organización de mujeres tunecinas. Con el apoyo de su padre y hermanas, publicó numerosos artículos en el diario de su padre, Shams al-Islam (El Sol del Islam).
La UMFT trabajó con el Neo Destour. La asociación, que no obtuvo su visa hasta 1951, estableció sus estatutos con el objetivo de desarrollar el conocimiento entre las mujeres, orientarlas hacia la educación dentro de los límites de la moral y la religión, y promover instituciones para jóvenes y niños. Los miembros permanentes de la oficina son Hamida Zahar (Secretaria General y hermana de Bchira), Tewhida Ben Sheikh, Nebiha Ben Miled y Essia Ben Miled (hermana de Bchira), Hassiba Ghileb, Souad Ben Mahmoud, Naima Ben Salah, Jalila Mzali, y Mongiya Ben Ezzeddine. Otras mujeres se unieron a la UMFT como activistas como Moufida Bourguiba, Wassila Ben Ammar, Radhia Haddad y Fethia Mzali.
Ben Mrad permaneció como presidente de la UMFT hasta su disolución en 1956. 

## Tributo
Varias calles llevan su nombre en honor a su memoria. 
La celebración de su centenario el 1 de diciembre de 2013 se realizó en el Teatro municipal de Túnez y con una presentación de un libro sobre su figura.